# 富士山のバナジウム天然水
富士山のバナジウム天然水（ふじさんの・バナジウム・てんねんすい）は、アサヒ飲料が発売しているミネラルウォーター商品である。
2016年4月より「アサヒおいしい水」のシリーズ品となり、「アサヒおいしい水 富士山のバナジウム天然水」として発売されている。

## 概要
富士山は日本で珍しい玄武岩の地層であり、この富士山から湧き出た天然水にはバナジウムが豊富に含まれている。富士山に降った雨や雪は地下に浸透するまで長い年月がかかることから、バナジウムが数多く含まれ、天然濾過されている。この天然濾過された自然の水を富士山麓近くの工場で採取し、ボトリングしたものである。取水地は山梨県富士吉田市である
2012年6月に「おいしい水 富士山」を新たに発売したが、静岡県富士宮市が取水地となっており、栄養成分が異なる（「おいしい水 富士山」にはバナジウムが含まれておらず、その他の成分（カルシウム、マグネシウムなど）の含有量が異なる）ことから、製造・販売が継続された。
また、アサヒ飲料が運営する公式通販サイト「アサヒ飲料ショップ」では、同サイトで販売された「富士山のバナジウム天然水」0.5Lにつき1円（2L×6本の場合で24円）が「富士山基金」へ寄付される（なお、同サイトで取り扱っている「おいしい水 富士山」でも同様に0.5Lに付き1円が「富士山基金」へ寄付されるようになっている）。
2014年11月には、ホット製品の「富士山のバナジウム天然水 ホット」を沖縄県を除くローソン限定で発売。本品は2013年5月から水や茶飲料の常温販売を行っている同社との共同開発によるものである。
そして、前述のとおり、2016年4月に「アサヒおいしい水」のシリーズ製品としてリニューアルされ、「アサヒおいしい水 富士山のバナジウム天然水」に改名した。